# Междуклетъчно пространство
Междуклетъчното пространство представлява пространството между клетките, чрез което се осъществява тяхното хранене и опората им при формирането на тъкани. То се състои от вътресъдово пространство и интерстициум (строма).